# (They Long to Be) Close to You
(They Long to Be) Close to You è un popolare brano musicale scritto da Burt Bacharach ed Hal David. Fu originariamente registrata da Richard Chamberlain e pubblicato come singolo nel 1963 con il titolo They Long to Be Close to You, senza parentesi. In quella occasione però fu il lato B del singolo, Blue Guitar ad ottenere un buon successo. La canzone venne nuovamente registrata nello stesso anno da Dionne Warwick, con gli arrangiamenti di Burt Bacharach per l'album del 1964 Make Way for Dionne Warwick, e pubblicato come lato B del singolo Here I Am del 1965. Fu soltanto nel 1970 che il brano ottenne popolarità internazionale nella cover registrata dai The Carpenters.

## Versione dei The Carpenters
Nel 1970, il brano fu inserito nell'album Close to You dei The Carpenters e pubblicato come singolo. La canzone fu un enorme successo, rimanendo per quattro settimane alla vetta della Billboard Hot 100, per tre settimane in Australia e due in Canada. Grazie al brano, i Carpenters vinsero un Grammy Award come "Miglior performance pop di un gruppo" nel 1971. Fu il primo di tre Grammy ricevuti dai Carpenters nella loro carriera.

### Classifiche
| Classifica                        | Posizione più alta |
| --------------------------------- | ------------------ |
| U.S. Billboard Hot 100            | 1                  |
| U.S. Billboard Adult Contemporary | 1                  |
| Record World                      | 1                  |
| Canada                            | 1                  |
| Giappone                          | 71                 |
| Regno Unito                       | 6                  |

## Cover
Esiste una versione del brano cantata da Frank Sinatra, nell'album Sinatra & Company. Viene citata nel libro di Stephen King, Cell.
È la canzone che spesso si sente nelle scene romantiche di Homer e Marge Simpson, considerandola come la loro canzone d'amore.

### Altre cover
- 1964 - Dusty Springfield
- 1971 - Claudine Longet
- 1971 - Burt Bacharach e Barbra Streisand
- 1972 - Jerry Butler e Brenda Lee Eager
- 1973 - Erroll Garner
- 1974 - The Clams
- 1976 - B. T. Express
- 1976 - Connie Stevens con Kermit la Rana del Muppet Show
- 1983 - The Circle Jerks
- 1986 - Gwen Guthrie
- 1997 - Utada Hikaru (Cubic U)
- 2002 - Karen Mok
- 2004 - Paul Weller
- 2005 - My Chemical Romance
- 2007 - Soledad Giménez in spagnolo con il titolo Junto a Tí
- 2007 - Mario Biondi nell'album live I Love You More
- 2009 - Every Little Thing nel cd singolo Tsumetai ame
- 2010 - Lauryn Hill & Ron Isley
- 2016 - Isabella Taviani
- 2024 - Lady Gaga nell'album Harlequin
- 2024 - Lady Gaga e Joaquin Phoenix nell'album Joker: Folie à Deux (Music from the Motion Picture)

Fra gli altri artisti che hanno interpretato una versione del brano si ricordano anche Diana Ross, Bobby Womack, Perry Como, Barenaked Ladies, The Cranberries, Isaac Hayes, Les Mouches, Jimmy Bo Horne, Ethyl Meatplow, Freya Lin, Corrinne May, Rie fu, Ayano Tsuji, Rick Astley, Emil Chau, Johnny Mathis e Vincy Chan, Chord Overstreet in Glee.

## Utilizzo nei media
(They Long to Be) Close to You è comparsa nella colonna sonora di numerosi film, fra cui Tutti pazzi per Mary, Parenti, amici e tanti guai e MirrorMask. Il film coreano del 2002 So Close utilizza il brano in diverse scene del film, nella versione cantata da Karen Mok, protagonista del film. Il film stesso prende in prestito il proprio titolo da un verso della canzone. La canzone è apparsa anche in tre distinti episodi de I Simpson, e nel film cinematografico I Simpson - Il film. Nell'episodio del matrimonio di Apu e Manjula, il brano viene interpretato in lingua hindi. È possibile sentire varie versioni del brano anche in Daria e Will & Grace e anche nel trailer di Angry Birds - Il film. Il film Boog & Elliot 2 si conclude con questa canzone.